# Tataurowo (Kraj Zabajkalski)
Tataurowo (ros. Татаурово) – wieś w Rosji, w Kraju Zabajkalskim, w rejonie ulotowskim. W 2021 liczyła 651 mieszkańców.